# Greatest Day
Greatest Day è un singolo del gruppo musicale britannico Take That, il cui singolo ha anticipato l'uscita dell'album The Circus.
Il brano è stato presentato agli MTV Europe Music Awards 2008 il 6 novembre. È arrivato alla prima posizione dei singoli più venduti nel Regno Unito il 30 novembre, diventando l'undicesimo numero uno dei Take That.

## Video musicale
Il video è stato girato a Los Angeles da Meiert Avis (che in precedenza aveva lavorato con Bob Dylan, Bruce Springsteen e gli U2), sul tetto di un edificio di 60 piani dove i Take That cantano in presenza di un sole che tramonta e di un fascio lucente quasi magico. Il video è stato presentato in anteprima su AOL il 22 ottobre 2008.

## Tracce
1. Greatest Day
2. Sleepwalking
3. Here

## Classifiche
| Classifica (2008) | Posizione massima |
| ----------------- | ----------------- |
| Austria           | 43                |
| Danimarca         | 28                |
| Germania          | 27                |
| Irlanda           | 2                 |
| Paesi Bassi       | 30                |
| Regno Unito       | 1                 |
| Svezia            | 41                |